# 이오시포스 모이시오다카스
이오시푸스 모이시오다카스(Iosipos Moisiodax) 또는 모이시오닥스(Moesiodax, /ˈmiːsiədæks/; (1725–1800)는 는 그리스의 철학자이자 동방 정교회 부제이며, 근대 그리스 계몽주의의 주요 주창자 중 한 명이었다. 그는 또한 이아시 공립 아카데미의 교장이었다.

## 생애
이오시푸스 모이시오다카스는 당시 오스만 제국의 일부였던 서부 도브루자 주의 체르나보다라는 마을에서 태어났다. 그는 나중에 이오시포스라는 수도명을 사용했다. 일부 저자들은 그의 성 모이시오다카스 / 모이시오닥스("모에시아의 다키아인")가 루마니아 또는 아로마니아 출신임을 나타낸다고 생각한다. 그러나 모이시오다카스가 자신을 그리스인으로 여겼고 그렇게 자신을 표현했다는 것은 의심의 여지가 없다. 어린 시절에 대해서는 알려진 바가 거의 없지만 왈라키아나 트라키아의 성직자로부터 초등 교육을 받고 그리스어를 배웠을 것으로 추정된다.
1753년부터 1754년까지 모이시오다카스는 테살로니키와 스미르나의 그리스 학교에 다니면서 신아리스토텔레스주의의 영향을 받았다. 1754년부터 1755년까지는 당시 근대 그리스 계몽주의의 또 다른 저명한 주창자인 에브게니오스 불가리스가 교장으로 있던 아토니테 아카데미에서 수년간 수학했다. 1759년부터 1762년 사이에는 파도바 대학교에서 조반니 폴레니 밑에서 공부했다. 이 시기에 그는 동방 정교회 부제로 서품받았다.
1765년, 그리고레 3세 기카가 통치하던 시기에 모이시오다카스는 몰다비아로 와서 이아시 공립 아카데미의 교장이자 철학 교수가 되었다. 존 로크의 영향을 받은 그의 철학 가르침은 전통적 질서를 옹호하는 학자들과 갈등을 빚었고, 결국 1766년 사임으로 이어졌다. 1766년, 결핵일 가능성이 있는 질병으로 인해 그는 교수직에서 물러나 왈라키아로 가서 다음 10년을 보냈다. 병에서 회복된 후 그는 이아시로 돌아와 두 번째로 아카데미의 교장직을 수락했다. 그러나 불과 몇 달 만에 그는 자신의 교육 방식에 대한 보야르(귀족)들의 반대로 인해 다시 사임해야만 했다. 그는 먼저 브라쇼브(1777년)로 갔다가, 이어서 빈으로 가서 자신의 가장 중요한 저서인 《변명(The Apology)》을 출판했다. 1797년에는 부쿠레슈티 공립 아카데미에서 잠시 교수로 재직했다. 그는 1800년에 부쿠레슈티에서 사망했다.
1780년에 출판된 모이시오다카스의 저서 《변명(The Apology)》은 여러 면에서 주목할 만하다. 이 책은 특히 근대 그리스 문학 최초의 에세이라는 의의를 지닌다. 그러나 《변명》의 가장 중요한 가치는 모이시오다카스가 제시한 "합리적 철학"(sound philosophy) 개념에 있다.
그가 주장한 합리적 철학은 당시 그리스어권 전역에서 가르치던 코리달레오스 학파의 신아리스토텔레스주의와 대비되는 서구의 자연 철학이었다. 모이시오다카스는 르네 데카르트, 갈릴레오 갈릴레이, 크리스티안 볼프, 존 로크 등을 존경했지만, 특히 아이작 뉴턴을 가장 높이 평가했다. 그는 철학 교육이 수학 연구에서 시작되어야 하며, 좋은 철학은 곧 수학적 철학이라고 생각했다.
또한 모이시오다카스는 학술 교과 과정에서 아리스토텔레스 논리학을 배제하고 그 자리를 인식론으로 대체할 것을 주장했다. 나아가 그는 수업의 명확성을 높이기 위해 고대 그리스어를 교실에서 현대 그리스어로 대체해야 한다고 제안했다.

## 철학적 업적

### 고대인과 현대인의 갈등
이오시포스 모이시오다카스는 근대 그리스 계몽주의 시기에 그리스 사회와 문화를 비판했던 인물이다. 그리스 사회와 문화에 대한 그의 철학은 '고대인과 근대인 논쟁'에 참여하며 형성된 교육 개혁에 중점을 두었다. 모이시오다카스는 이 논쟁에서 근대인들의 입장을 옹호했다. 그는 그리스 사회가 유럽과 비교할 때, 계몽주의 시대에 발전한 현대 철학 이론을 수용하기보다 고대 철학 이론을 유지하는 것을 지나치게 강조한다고 보았다. 모이시오다카스에 따르면, 이러한 경향은 그리스 사회가 사회적, 문화적으로 발전하는 것을 가로막아, 많은 유럽 지역에 비해 그리스를 불리한 위치에 놓이게 했다. 또한 당시 일부 그리스인들은 아리스토텔레스와 같은 고대 철학자들이 오류 없는 철학 이론을 만들었다고 믿었으며, 현대 철학 이론 대신 이를 따를 의무가 있다고 생각했다. 이는 현대 철학 이론을 그리스 사회 및 문화 생활에 통합하려는 모이시오다카스의 주장에 장애물로 작용했다. 모이시오다카스는 이러한 인식을 바꾸기 위해 존 로크의 인간 지각 이론에 영향을 받아, 사람들이 자유로운 사상가가 되기 위해서는 고대 철학자들의 이론을 이성으로 평가해야 한다고 주장했다. 그는 고대 이론의 중요성을 현대 철학의 토대로 인정하면서도, 그 오류 불가능성이라는 개념은 거부했다. 저서 《변명》에서 모이시오다카스는 자신의 "합리적 철학"(sound philosophy)을 제시했다. 이는 지식인들이 수학, 과학, 그리고 이성을 사용하여 인간 지식이 자연 세계에 대한 인간의 경험으로부터 어떻게 파생되는지 설명하는 철학이다. 이러한 의미에서 '합리적 철학'은 아리스토텔레스의 원질 이론과 그리스 사회가 아리스토텔레스적 교육관을 고수하는 것에 대한 모이시오다카스의 광범위한 비판의 일부였다. 모이시오다카스의 '건전한 철학'은 그의 다른 저서에서도 나타난다. 그는 《지리학 이론》이라는 저서에서 자신의 '건전한 철학'을 사용하여 고대인들의 지구 기본 기능에 대한 이론에 이의를 제기했다.

### 교육 개혁
모이시오다카스는 진보적인 사회 및 문화적 변화를 이루기 위해서는 그리스가 유럽이 계몽주의 이후 채택한 교육 체계를 따라 교육 제도를 개혁해야 한다고 주장했다. 그는 저서 《교수법(Pedagogy)》에서 계몽주의 사상을 확산시키고 그리스 전역에 자유로운 사고를 함양하는 교육 시스템을 개발하고자 했다. 모이시오다카스는 자신의 교육 개혁 사상을 존 로크의 교육 이론, 특히 로크의 저서 《교육에 관한 몇 가지 생각》에 담긴 이론들을 본떴다. 그의 이론들은 또한 디드로의 《백과전서》에 수록된 교육 관련 부분과도 유사했다.
모이시오다카스는 아이들에게 덕성(德性, virtue)을 함양하는 것의 중요성을 강조했던 존 로크의 신념을 반영하여, 그리스 교육 시스템에 대한 비판에서 아동 교육에 중점을 두었다. 그는 아이들이 생애 초기에 자존감과 어른에 대한 존경심을 가르침 받아야 한다고 믿었다. 모이시오다카스는 이러한 초기 교육을 제공하는 책임을 부모에게 부여했다. 그는 이를 위해 부모가 자녀를 핵가족의 일상 기능에 참여시키고, 결혼식이나 도박 행사와 같은 특정 공개적인 자리로부터 자녀를 보호해야 한다고 주장했다. 모이시오다카스는 교실 교육 개혁안을 자신의 어린 시절 학생 경험에 기반을 두었다. 그는 그리스 교육자들이 아이들을 덜 가혹하게 벌하고, 대신 아이들의 불복종 행위에 적합한 처벌을 고안해야 한다고 주장했다. 또한 그리스 교육자들은 학급 전체를 대상으로 하는 일반적인 교육과정 대신, 개별 학생들의 기술 능력을 개발하는 데 초점을 맞춘 교육과정을 만들어야 한다고 보았다. 모이시오다카스에 따르면, 이 교육과정은 그리스 학생들이 그의 "합리적 철학"에 맞는 방식으로 교육받도록 실용적이고 도덕적인 가르침을 모두 포함해야 했다.
모이시오다카스는 나아가 그리스어 교육 개혁을 주장했다. 그는 전통적인 문법 수업을 특정 그리스 문학 작품을 다루는 수업으로 대체해야 한다고 믿었다. 이러한 주장은 고전 그리스 문학에 담긴 잠재적인 도덕적 교훈을 학생들이 이해하는 것이 문법을 기계적으로 암기하는 것보다 중요하다고 본 그의 신념에서 비롯되었다. 이 이론을 증진하기 위해 모이시오다카스는 고전 그리스어 문헌과 더불어 아이소포스와 투키디데스가 쓴 텍스트를 가르치는 것을 지지했다. 또한 모이시오다카스는 학생들이 현대 그리스어로 간단한 문법을 사용하여 글을 쓰는 법을 배워야 한다고 주장했다. 그는 고대 그리스어와 와 전례 헬레니즘 그리스어도 학교에서 계속 가르칠 수 있다고 보았지만, 현대 그리스어를 배우는 것이 실용적인 생각이라고 역설했다. 상업과 법률을 포함한 그리스 사회의 여러 분야에서 현대 그리스어가 보편적으로 사용되고 있었으므로, 학생들이 이를 배우는 것이 유용할 것이라는 판단이었다.

#### 그리스 정교회와 교육 개혁
그리스 정교회는 오스만 제국의 지배 아래에서 그리스 지식인들이 자신들의 전통 언어와 문화를 유지하는 기관으로 기능했다. 또한 당시 그리스 정교회는 아리스토텔레스적 교육관을 고수했기 때문에 교육에 대해 보수적인 입장을 취했다. 그럼에도 불구하고, 모이시오다카스와 같은 성직자들은 그리스 정교회 내에서의 엘리트적 지위를 활용하여 근대 계몽주의 이론을 전파했다.
그리스 정교회 부제였던 모이시오다카스는 학교에서 종교를 가르치는 것에 반대하지 않았지만, 교육을 세속화하기 위해 자신의 "건전한 철학"을 교육과정에 통합해야 한다고 주장했다. 또한 그는 학교에서 종교적 미신을 가르치는 것에 반대했는데, 이는 중세 유럽 교육 시스템에서 종교적 미신을 가르치는 것에 반대했던 존 로크의 주장을 따르는 것이었다. 모이시오다카스는 종교적 미신이 학생들이 계몽된 사회 구성원으로 행동하는 능력을 저해한다고 보았다. 종교적 미신에 대한 모이시오다카스의 주장은 루도비코 안토니오 무라토리의 가르침에도 영향을 받았다. 무라토리는 그리스 정교회가 사람들을 도덕적으로 행동하게 만들기 위해 설교에서 지옥에 대한 언급을 중단해야 한다고 주장했다. 대신, 사람들은 두려움이 아닌 사랑을 통해 신에게 이끌려야 한다는 것이었다. 모이시오다카스가 번역한 무라토리의 저서 《도덕 철학》은 도덕적 필연성으로 인해 "건전한 철학"이 그리스 교육 시스템에 통합되어야 한다는 그의 주장의 토대가 되었다. 이러한 방식으로 그리스 사회는 종교적 미신의 전파가 아닌 지적 성장을 통해 발전할 수 있다고 보았다. 모이시오다카스와 다른 그리스 정교회 성직자들은 계몽주의 시대에 발전한 현대 교육 이론을 그리스 정교회의 맥락으로 가져와 종교적 미신 교육에 계속 반대했다. 이러한 이론 중 일부는 특히 아이작 뉴턴 경의 저서에서 비롯되었다. 예를 들어, 모이시오다카스는 뉴턴의 물리학 이론과 자연과학을 통한 물리적 세계 설명에 호의적이었다. 모이시오다카스는 이러한 이론들을 사용하여 그의 "건전한 철학"을 그리스 교육 시스템에 통합하는 것의 중요성을 주장했다. 그는 사회적, 문화적 변화가 종교적 미신이 아닌 자연과학을 통해 자연 세계를 설명함으로써 가장 잘 이루어질 수 있다고 역설했다.

### 능력 중심 사회
모이시오다카스는 그리스가 오스만 제국의 지배를 받던 시기, 파나리오테스를 비롯한 엘리트들이 운영하던 교육 시스템이 야기한 불평등을 비판했다. 그는 이러한 시스템이 엘리트 계층에게만 교육 접근성을 허용했기 때문에 그리스 사회의 발전을 저해했다고 주장했다. 이는 개인의 능력이 아닌 사회경제적 지위에 기반한 사회적 불평등을 초래했다. 오스만 통치 하에서 많은 그리스 엘리트 남성들은 그리스 정교회의 성직자가 되기 위한 교육을 받으며 사회적으로 출세했다. 또한 파나리오테스 가문에서 태어난 사람들도 높은 사회적 지위를 얻었다. 모이시오다카스는 파나리오테스들이 교육을 받았음에도 불구하고, 허영심 많고 게으른 삶을 살며 사회의 도덕적 기반을 훼손한다고 보았다. 많은 파나리오테스들은 부와 지위를 얻기 위해 노력하기보다, 고객 관계나 가족 유대에 의존하여 부를 유지했다. 모이시오다카스는 이러한 사회가 오늘날 이론가들이 "시민 사회"(civil society)라고 부를 만한 것을 만들기 위한 개혁을 시행해야 한다고 제안했다. "시민 사회"에서는 모든 사람이 자신의 능력에 따라 사회적으로 발전할 동등한 기회를 제공받는다. 모이시오다카스에게 그리스 디아스포라 내의 상인 공동체는 "시민 사회"의 모범을 제시했다. 이들 상인들은 교육과 상업 무역에서의 노력으로 얻은 능력 덕분에 사회적으로 성공했다. 모이시오다카스는 이러한 사회에 대한 감탄으로 그들과 관계를 발전시켰다. 이 관계를 통해 상인들은 모이시오다카스가 학교에서 현대 그리스어 교육을 지지하는 것에 감탄하게 되었다. 더 많은 학생들이 현대 그리스어를 배울수록, 현대 그리스어가 그리스 디아스포라 전역의 상업 활동에 필수적이었기 때문에 상업 사회는 더욱 성장할 수 있었다. 이 상인들 중 몇몇은 모이시오다카스에게 재정적 지원을 제공했고, 그는 이 자금을 현대 그리스어 교육을 옹호하는 자신의 저서들을 출판하는 데 사용했다.

### 논란
모이시오다카스는 자신의 사상을 전파하면서 비판과 폭력적인 위협에 직면하기도 했다. 예를 들어, 전통적인 교육 체제에 충성하는 많은 사람들이 모이시오다카스의 가르침을 부정했다. 또한 모이시오다카스는 '고대인과 근대인 논쟁'에서 고대인들을 지지하는 일부 철학자들에게 비판을 받았다고 생각했다. 그는 이 철학자들이 그리스 사회가 현대 철학 이론을 채택할 경우 자신들의 이론이 무의미해질 것을 두려워했다고 믿었다. 그럼에도 불구하고 모이시오다카스는 계몽주의 사상을 확산시키는 것이 자신의 의무라고 느꼈다. 그는 모든 그리스인을 계몽시키려는 희망으로 자신의 이론을 전파하고자 했다.
하지만 모이시오다카스가 실제로 믿기던 만큼 많은 폭력적인 비판에 직면하지는 않았을 수도 있다. 그의 긴 생애와 사회적, 문화적 비판에 대한 꾸준한 저작 활동은 그가 비판자들에 의해 폭력적으로 억압받지 않았다는 주장의 근거가 된다.